# 嶺山時善
嶺山 時善（みねやま ときよし、1862年11月4日（文久2年9月13日） - 1930年（昭和5年）10月28日）は、日本の政治家、衆議院議員（2期）。

## 経歴
鹿児島県出身。鹿児島師範学校卒(年代不明)。
1902年の第7回衆議院議員総選挙において大島選挙区から無所属で立候補したが落選した。1903年の第8回衆議院議員総選挙で政友倶楽部公認で立候補して初当選した。1904年の第9回衆議院議員総選挙では無所属で立候補して再選した。衆議院議員を2期務め、1908年の第10回衆議院議員総選挙では大同倶楽部から立候補したが落選した。以後の立候補はなく、1930年に死去した。